# Westwood Studios

Westwood Studios, Inc. fue una empresa norteamericana desarrolladora de videojuegos, fundada en 1985 como Westwood Associates por Brett Sperry y Louis Castle. Fue cerrada por EA en 2003.

## Historia
Entre otros títulos, esta compañía es la responsable de la creación y desarrollo de la saga Command & Conquer hasta la iteración subtitulada Renegade de 2002. Fue adquirida por Virgin Interactive Entertainment en 1992 para la distribución de sus juegos. Algunos años después, fue adquirida por Electronic Arts en agosto de 1998 para una mejor distribución de sus juegos. Finalmente, EA adquirió los derechos de la marca Command & Conquer, ocupándose directamente del desarrollo de sus últimas secuelas. Tras las bajas ventas de Command & Conquer: Renegade, EA decidió cerrar Westwood en 2003.

## Videojuegos
- Roadwar 2000 (1986)
- Mars Saga (1988)
- Questron II (1988)
- Mines of Titan (1989)
- A Nightmare on Elm Street (1989)[1]
- BattleTech: The Crescent Hawk's Inception (1988)
- Hillsfar (1989)
- Circuit's Edge (1990)
- Eye of the Beholder (1990)
- DragonStrike (1990)
- Eye of the Beholder II: The Legend of Darkmoon (1991)
- Dune II (1992)
- Dungeons & Dragons: Warriors of the Eternal Sun (1992)
- The Legend of Kyrandia (1992)
- Lands of Lore: The Throne of Chaos (1993)
- The Legend of Kyrandia: The Hand of Fate (1993)
- Young Merlin (1994)
- The Legend of Kyrandia: Malcolm's Revenge (1994)
- El rey león (1994)
- Monopoly (1995)
- Command & Conquer (1995)
- Command & Conquer – The Covert Operations (1996)
- Command & Conquer: Red Alert (1996)
- Blade Runner (1997)
- Lands of Lore: Guardians of Destiny (1997)
- Command & Conquer: Red Alert – Counterstrike (1997)
- Command & Conquer: Red Alert – The Aftermath (1997)
- Command & Conquer: Sole Survivor (1997)
- Command & Conquer: Red Alert – Retaliation (1998)
- Dune 2000 (1998)
- Command & Conquer: Tiberian Sun (1999)
- Recoil (1999) (codiseñado con Zipper Interactive)
- Lands of Lore III (1999)
- Nox (2000)
- Command & Conquer: Red Alert 2 (2000)
- Command & Conquer: Tiberian Sun – Firestorm (2000)
- Emperor: Battle for Dune (2001)
- Command & Conquer: Yuri's Revenge (2001)
- Pirates: The Legend of Black Kat (2002)
- Command & Conquer: Renegade (2002)
- Earth & Beyond (2002)